# Kabinett Tăriceanu I

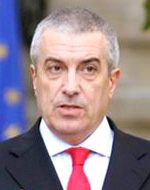
Călin Popescu-Tăriceanu war zwischen 2004 und 2008 Ministerpräsident Rumäniens.

Das Kabinett Tăriceanu I wurde in Rumänien am 28. Dezember 2004 von Ministerpräsident Călin Popescu-Tăriceanu gebildet und löste das Kabinett Năstase. Dem Kabinett gehörten Vertreter des Wahlbündnisses Alianţa Dreptate şi Adevăr, das aus PNL (PNL) und Partidul Democrat (PD) bestand, sowie der Demokratischen Union der Ungarn in Rumänien (UDMR) und der Partidul Umanist Român (PUR) an. Zu den Wahlen trat die Partidul Umanist Român noch in der Listenverbindung Uniunea Națională PSD+PUR mit der Partidul Social Democrat (PSD) an. Ihre so in das Abgeordnetenhaus gewählten Vertreter ermöglichten dann aber die Wahl des bürgerlichen Ministerpräsidenten Călin Popescu-Tăriceanu von der PNL und beteiligten sich an dessen Regierung bis zu ihrem Austritt aus dem Kabinett am 4. Dezember 2006. Das Kabinett am 5. April 2007 vom Kabinett Tăriceanu II abgelöst.

## Regierungspolitik und Wahlen

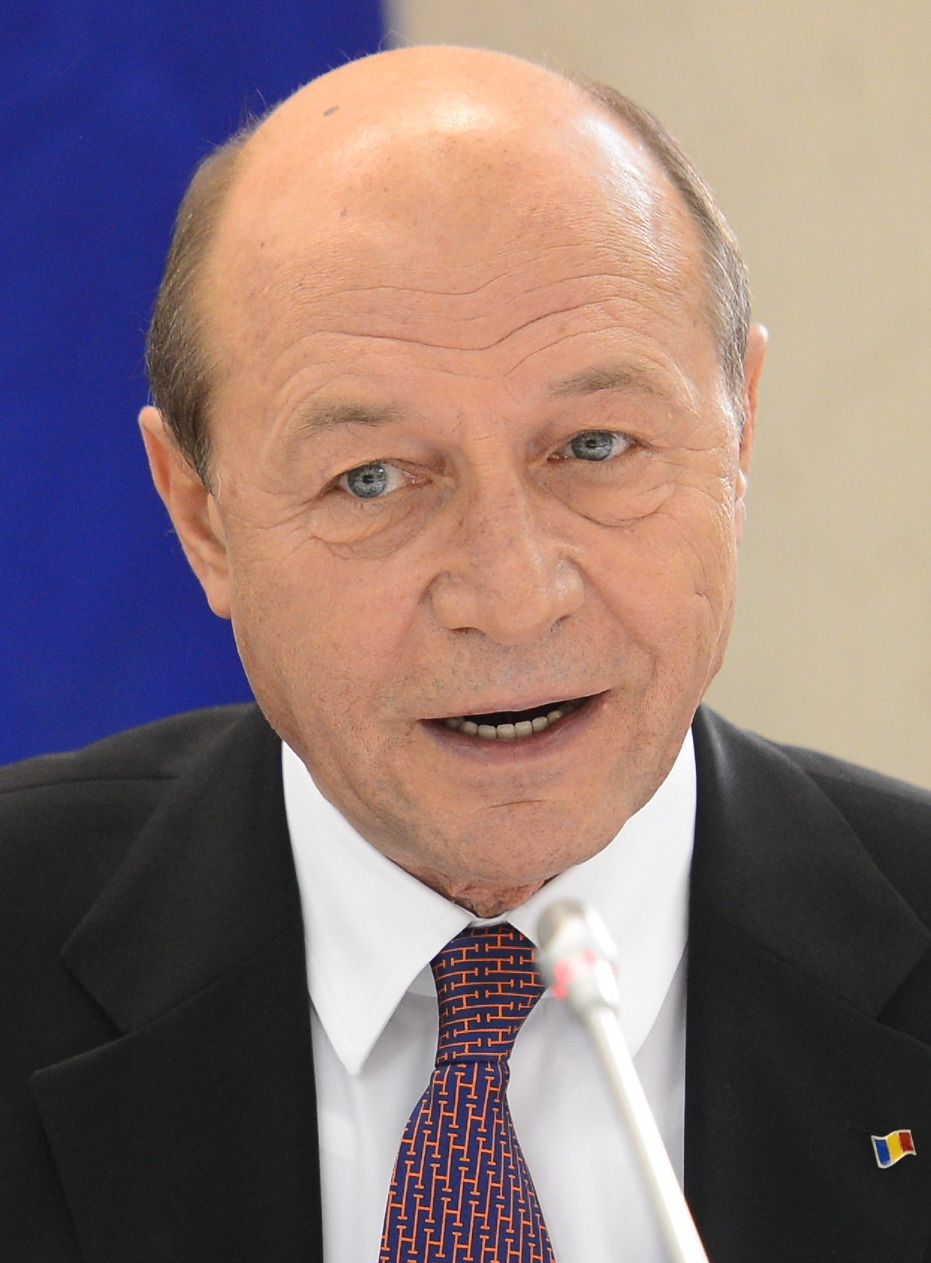
Traian Băsescu wurde 2004 zum Staatspräsidenten Rumäniens gewählt.

Die Parlamentswahl am 28. November 2004 brach die Vorherrschaft der seit 15 Jahren fast ohne Unterbrechung postsozialistischen Parteien. Stärkste Kraft wurde die Uniunea Națională PSD+PUR, zu der die Partidul Social Democrat und die Partidul Conservator gehörten, mit 3.730.352 Stimmen (36,6 Prozent) und 132 der 332 Mandate, während die Alianţa Dreptate şi Adevăr aus PNL und PD mit 3.191.546 Stimmen (31,3 Prozent) sowie 112 Sitze zweitstärkste Gruppierung wurde. Die Partidul România Mare (PMR) wurde mit 1.316.751 Stimmen (12,9 Prozent) und 48 Mandaten zwar wieder drittstärkste Fraktion, verlor aber 6,6 Prozentpunkte und 36 Sitze. Neben der Demokratischen Union der Ungarn in Rumänien mit 628.125 Wählerstimmen (6,2 Prozent) und 22 Sitze gehörten noch 18 Abgeordnete als Vertreter der Minderheiten der Abgeordnetenkammer als Mitglieder an.
In der Präsidentschaftsstichwahl am 12. Dezember 2004 wurde Traian Băsescu mit 51,2 Prozent der Stimmen gewählt, während der bisherige Ministerpräsident Adrian Năstase 48,8 Prozent erhielt. Băsescu trat sein Amt als Staatspräsident am 20. Dezember an. Am darauf folgenden 21. Dezember 2004 trat Năstase als Ministerpräsident zurück und der Minister für Koordinierung des Generalsekretariats der Regierung Eugen Bejinariu wurde daraufhin kommissarischer Ministerpräsident. Am 22. Dezember 2004 ernannte Băsescu mit Călin Popescu-Tăriceanu einen neuen Ministerpräsidenten. Am 26. Dezember 2004 stellte Popescu-Tăriceanu sein erstes Kabinett vor, dem Mihai Răzvan Ungureanu als Außenminister, Teodor Atanasiu als Verteidigungsminister, Ionuț Popescu als Finanzminister und Vasile Blaga als Innenminister angehören. Das Parlament bestätigte die neue Regierung am 28. Dezember mit 265 zu 200 Stimmen, die daraufhin am 29. Dezember 2004 vereidigt wurde.
Am 25. April 2005 unterzeichnete Rumänien den Beitrittsvertrag zur Europäischen Union (EU) und trat der Europäischen Union offiziell zum 1. Januar 2007 bei. Ministerpräsident Popescu-Tăriceanu kündigte am 7. Juli 2005 den Rücktritt seines Kabinetts an. Am 19. Juli revidiert er seine Entscheidung und erklärte, er werde seinen Rücktritt nicht einreichen und stattdessen ein Misstrauensvotum im Parlament beantragen. Dieses wurde ihm am 25. Juli 2005 erteilt, als die dreitägige Frist, innerhalb derer das Parlament einen Misstrauensantrag einreichen kann, ohne Gegenkandidaten verstreicht. Bei einer Kabinettsumbildung am 22. August 2005 löste Sebastian Vlădescu Ionuț Popescu als Finanzminister ab. Am 25. Oktober 2006 trat Verteidigungsminister Teodor Athanasiu zurück. Zu seinem Nachfolger wurde Sorin Frunzăverde ernannt, der am 26. Oktober seinen Amtseid ablegte. Außenminister Mihai Răzvan Ungureanu wurde am 2. Februar 2007 vom Ministerpräsidenten zum Rücktritt aufgefordert. Am 5. Februar reichte er seinen Rücktritt ein, woraufhin Am 19. Februar schlug Popescu-Tăriceanu Adrian Cioroianu als neuen Außenminister vor. Dieser übernahm aber erst im Zuge der Bildung des zweiten Kabinetts Popescu-Tăriceanu am 5. April 2005 dieses Amt. Ministerpräsident Calin Popescu-Tăriceanu übernahm am 21. März 2007 vorübergehend selbst das Außenministerium, da die Ernennung seines Kandidaten Cioroianu von Präsident Băsescu blockiert wurde. Popescu-Tăriceanu ernannte am 2. April 2007 ein neues Kabinett, dem Adrian Cioroianu als Außenminister, Teodor Meleșcanu als Verteidigungsminister, Cristian David als Innenminister und Varujan Vosganian als Finanzminister angehören. Es wurde am 3. April vom Parlament mit 302 gegen 27 Stimmen genehmigt und am 5. April vereidigt.

## Kabinettsmitglieder
| Amt | Amtsinhaber                                                    | Beginn der Amtszeit | Ende der Amtszeit                               |                                             |
| --- | -------------------------------------------------------------- | ------------------- | ----------------------------------------------- | ------------------------------------------- |
| Ministerpräsident | Călin Popescu-Tăriceanu                                        | PNL                 | 29. Dezember 2004                               | 5. April 2007                               |
| Staatsminister für die Koordination von Aktivitäten aus dem Bereich der Wirtschaft                                                                                         | Adriean Videanu Gheorghe Seculici Gheorghe Pogea               | PD                  | 29. Dezember 2004 20. März 2005 22. August 2005 | 20. März 2005 22. August 2005 12. Juni 2006 |
| Staatsminister für die Koordination von Aktivitäten aus dem Bereich Unternehmen, kleinen und mittleren Unternehmen                                                         | George Copos Bogdan Pascu                                      | PUR                 | 29. Dezember 2004 4. Juli 2006                  | 1. Juni 2006 4. Dezember 2006               |
| Staatsminister für Koordination von Aktivitäten aus dem Bereich Kultur, Bildung und europäische Integration                                                                | Béla Markó                                                     | UDMR                | 29. Dezember 2004                               | 5. April 2007                               |
| Justizministerin | Monica Macovei                                                 | Parteilose          | 29. Dezember 2004                               | 5. April 2007                               |
| Minister für öffentliche Finanzen | Ionuț Popescu Sebastian Vlădescu                               | PNL                 | 29. Dezember 2004 22. August 2005               | 22. August 2005 5. April 2007               |
| Minister für Arbeit, soziale Solidarität und Familie | Gheorghe Barbu                                                 | PD                  | 29. Dezember 2004                               | 5. April 2007                               |
| Außenminister | Mihai Răzvan Ungureanu Călin Popescu-Tăriceanu (kommissarisch) | PNL                 | 29. Dezember 2004 21. März 2007                 | 12. März 2007 5. April 2007                 |
| Minister für europäische Integration | Ene Dinga Anca Boagiu                                          | PD                  | 29. Dezember 2004 22. August 2005               | 22. August 2005 5. April 2007               |
| Minister für Verwaltung und Inneres | Vasile Blaga                                                   | PD                  | 29. Dezember 2004                               | 5. April 2007                               |
| Minister für Wirtschaft und Handel | Ioan-Codruț Şereș Varujan Vosganian                            | PUR PNL             | 29. Dezember 2004 12. Dezember 2006             | 4. Dezember 2006 5. April 2007              |
| Verteidigungsminister | Teodor Athanasiu Sorin Frunzăverde                             | PNL PD              | 29. Dezember 2004 25. Oktober 2006              | 12. September 2006 5. April 2007            |
| Minister für Verkehr, Bau und Tourismus | Gheorghe Dobre Radu Mircea Berceanu                            | PD                  | 29. Dezember 2004 13. Juni 2006                 | 13. Juni 2006 5. April 2007                 |
| Minister für Landwirtschaft, Wälder und ländliche Entwicklung | Gheorghe Flutur Dan Motreanu                                   | PNL                 | 29. Dezember 2004 6. Dezember 2006              | 23. November 2006 5. April 2007             |
| Minister für Bildung und Forschung | Mircea Miclea Mihail Hărdău                                    | PD                  | 29. Dezember 2004 10. November 2005             | 10. November 2005 5. April 2007             |
| Ministerin für Kultur und Kulte | Mona Muscă Adrian Iorgulescu                                   | PNL                 | 29. Dezember 2004 22. August 2005               | 22. August 2005 5. April 2007               |
| Gesundheitsminister 22. August 2005: Minister für öffentliche Gesundheit                                                                                                   | Mircea Cinteză Eugen Nicolaescu                                | PNL                 | 29. Dezember 2004 22. August 2005               | 22. August 2005 5. April 2007               |
| Minister für Kommunikation und Informationstechnologie | Zsolt Nagy                                                     | UDMR                | 29. Dezember 2004                               | 5. April 2007                               |
| Ministerin für Umwelt und Wasserwirtschaft | Sulfina Barbu                                                  | PD                  | 29. Dezember 2004                               | 5. April 2007                               |
| Delegierter Minister für die Beziehungen zum Parlament | Bogdan Olteanu Mihai Alexandru Voicu                           | PNL                 | 29. Dezember 2004 23. Mai 2006                  | 19. März 2006 5. April 2007                 |
| Delegierter Minister für die Koordinierung des Generalsekretariats der Regierung                                                                                           | Mihai Alexandru Voicu Radu Stroe                               | PNL                 | 29. Dezember 2004 23. Mai 2006                  | 23. Mai 2006 5. April 2007                  |
| Delegierter Minister für die Kontrolle der Umsetzung von Programmen mit internationaler Finanzierung und die Überwachung der Anwendung des gemeinschaftlichen Besitzstands | Cristian David                                                 | PNL                 | 29. Dezember 2004                               | 5. April 2007                               |
| Delegierter Minister für öffentliche Arbeiten und Raumplanung | László Borbély                                                 | UDMR                | 29. Dezember 2004                               | 5. April 2007                               |
| Delegierter Minister für Handel beim Minister für Wirtschaft und Handel | Iuliu Winkler                                                  | UDMR                | 29. Dezember 2004                               | 5. April 2007                               |